# Ольховик, Казимир Чеславович
Казимир Чеславович Ольховик — советский хозяйственный, государственный и политический деятель.

## Биография
Родился в 1947 году в деревне Лозы Бобловского сельсовета. Член КПСС с года.
С 1929 года — на хозяйственной, общественной и политической работе. В 1929—1946 гг. — механизатор колхоза «Советская Белоруссия» Слонимского района Гродненской области Белорусской ССР/сельскохозяйственного производственного кооператива «Агро-Лозы».
Указами Президиума Верховного Совета СССР от 14 февраля 1975 года и от 16 марта 1981 года награждён орденами Трудовой Славы 3-й и 2-й степеней.
Указом Президиума Верховного Совета СССР от 7 июля 1986 года награждён орденом Трудовой Славы 1-й степени.
Делегат XXVII съезда КПСС.
Живёт в Волковысском районе Гродненской области.